# 国鉄セラ1形貨車
国鉄セラ1形貨車（こくてつセラ1がたかしゃ）は、かつて日本国有鉄道（国鉄）で運用されていた石炭車の一形式で、最初で最後の17 t積石炭車である。
1957年（昭和32年）から1965年（昭和40年）にかけて4,129両（セラ1 - セラ2350, セラ4000 - セラ5779）が製作され、九州地区の石炭輸送に投入された。九州地区の石炭輸送の終息に伴って、1986年（昭和61年）度までに全車廃車になった。

## 概要
本形式の構造は、15 t積石炭車セム8000形の構造を踏襲したもので、2つの排出口を有する炭箱を台枠に載せたものである。九州地区用であるため、積荷の取り出し方式は底開き式である。本形式では、セム8000形の炭箱を170 mm高くした炭箱を搭載することにより、同形式より荷重を2 t 増加させた。そして、荷重の変更に対応して、本形式のブレーキ倍率は、セム8000形のものよりわずかに大きくされた。台枠の側梁を強化し、車端部を除いて中梁を省略している。
本形式の登場当時、既に二段リンク式走り装置が実用化されていた。しかし、本形式には、車体の構造上、これが採用できなかったので、旧来の（一段）リンク式走り装置が採用され、最高運転速度は旧来の石炭車同様65 km/hに制限された。そのため、車体色は黒であるが、1968年（昭和43年）10月ダイヤ改正では、黄1号の帯を側面に標記した。識別のため記号に「ロ」が追加され「ロセラ」となった。
本形式は、1957年（昭和32年）度に750両、翌1958年（昭和33年）度に400両新製され、九州地区の石炭輸送に使用された。1959年（昭和34年）度以降、従来の15 t 積み石炭車（セム4000形・セム4500形・セム6000形・セム8000形）2,005両を本形式に改造する工事が行われた。工事の内容は、炭箱の継ぎ足しによる容積の拡大とブレーキ装置の一部改造によるブレーキ倍率の変更であった。
また、状態不良の二軸無蓋車（トム11000形・トム39000形・トム50000形・トラ1形・トラ4000形・トラ6000形）を本形式に改造する工事も行われ、この工事は、解体した無蓋車の輪軸、担バネ、自動連結器、制御弁、ブレーキシリンダーなどを再利用し、新製した台枠、炭箱、ブレーキ装置と組み合わせるものであった。
同車に車掌室を取り付けた緩急車がセフ1形である。セム6000形等に車掌室を取り付けた緩急車がセムフ1000形であったが、車掌室が非常に狭かった（出入口のドアの幅しかなかった）ので、乗務に支障を来たす恐れがあるとして、広い車掌室を持つセフ1形の新製とセムフ1000形等を改造して増備された。

### 年度別製造数
各年度による製造会社（改造所）と両数は次のとおりである。
- 昭和32年度 - 750両 （新製車）
- 昭和33年度 - 400両 （新製車）
- 昭和34年度 - 300両
  - （郡山工場） 100両 セム4000形又はセム4500形よりの改造
  - （鷹取工場） 100両 セム4000形又はセム4500形よりの改造
  - （小倉工場） 100両 セム4000形又はセム4500形よりの改造
- 昭和35年度 - 250両
  - （鷹取工場） 140両 セム4500形又はセム6000形よりの改造
  - （若松工場） 110両 セム4500形又はセム6000形よりの改造
- 昭和36年度 - 1,100両
  - （鷹取工場） 150両 セム4500形よりの改造
  - （若松工場） 150両 セム4500形よりの改造
  - （小倉工場） 800両 セム8000形よりの改造
- 昭和37年度 - 850両
  - （鷹取工場） 200両 無蓋車（12t 長軸使用のもの）よりの改造
  - （若松工場） 150両 無蓋車（12t 長軸使用のもの）よりの改造
  - （小倉工場） 500両 セム8000形よりの改造
- 昭和38年度 - 100両
  - （小倉工場） 100両 セム8000形よりの改造
- 昭和40年度 - 379両
  - （?） 379両 セム8000形よりの改造

## 保存車

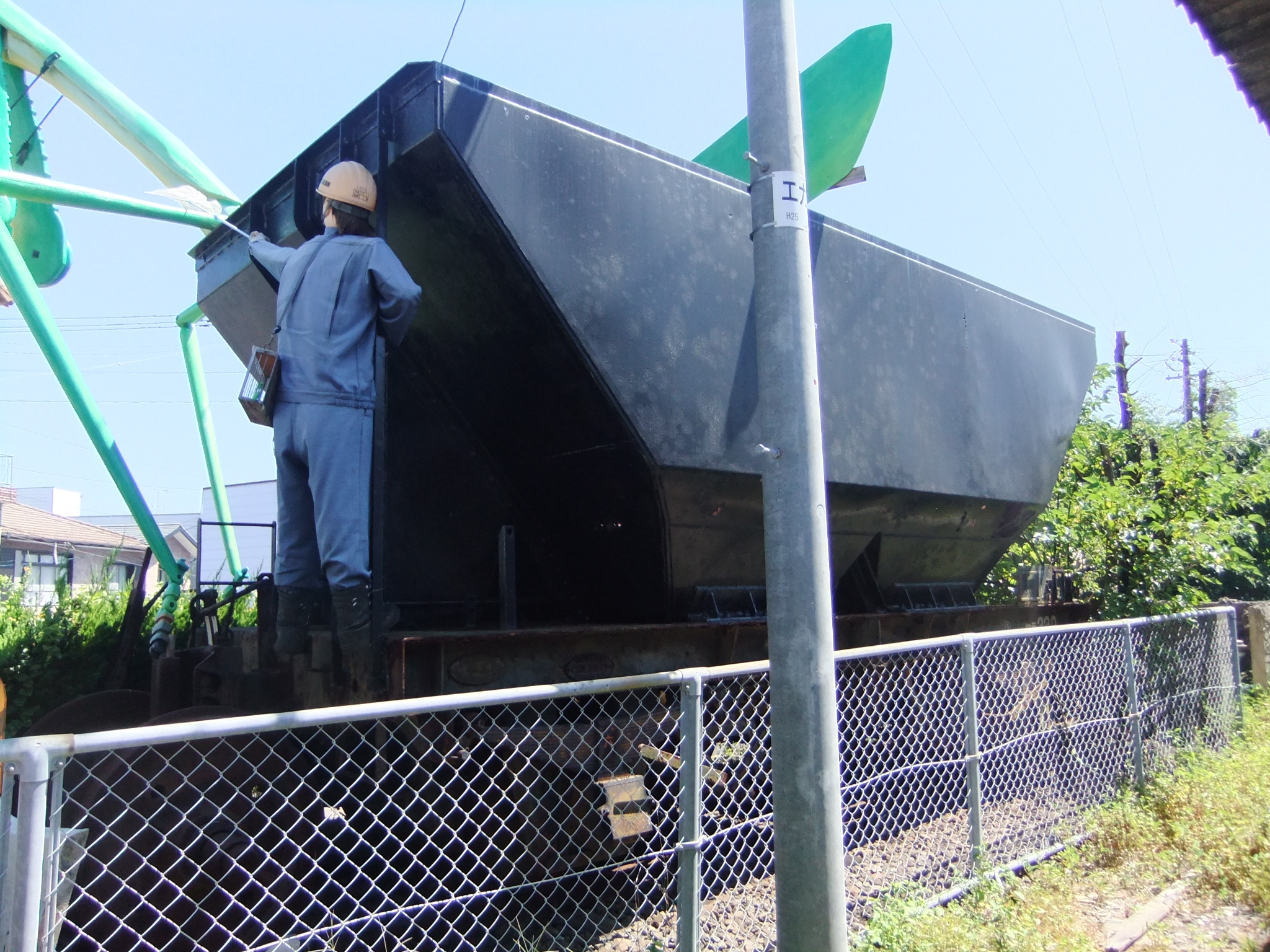
セラ2206

- セラ1200 - 汽車倶楽部
- セラ1239 - 九州鉄道記念館
- セラ2206 - 松浦鉄道たびら平戸口駅